# Lago Angitola
El lago Angitola o Lago dell'Angitola es un lago artificial situado en Maierato, provincia de Vibo Valentia, región de Calabria, Italia meridional. Su superficie es de 1,96 km². Se encuentra en el extremo sudeste del golfo de Santa Eufemia, a cerca de 3 km del mar (Costa degli Dei).
Se creó en el año 1966 mediante el represamiento del curso del río Angitola, del que toma el nombre. Hay una zona protegida, llamada Lago Angitola e Dune di Angitola, humedal y LIC. En el año 1975 el área del lago fue reconocida como una zona protegida, confiada su gestión al WWF Calabria. Desde 1985 ha sido definida como un humedal de importancia internacional. Alrededor del lago son frecuentes los olivares y matorral mediterráneo.